# Llista de monuments de Santa Maria del Camí
Llista de monuments de Santa Maria del Camí catalogats pel consell insular de Mallorca com a Béns d'Interès Cultural en la categoria de monuments pel seu interès històric, artístic, arquitectònic, arqueològic, històric-industrial, etnològic, social, científic o tècnic.
| Monument                                              | Tipus                | Localització                                           | Coordenades                                          | Codi?         | Imatge |
| ----------------------------------------------------- | -------------------- | ------------------------------------------------------ | ---------------------------------------------------- | ------------- | --- |
| Convent de Nostra Senyora de la Soledat / Can Conrado | Edif. religiosos     | Santa Maria del Camí Carrer de Bernat de Santa Eugènia | 39° 39′ 04″ N, 2° 46′ 27″ E / 39.651224°N,2.774063°E | RI-51-0005378 | Convent de Nostra Senyora de la Soledat / Can Conrado (Santa Maria del Camí) · Vegeu més fotos d'aquest monument · Carregueu una nova foto d'aquest monument |
| Creu del Convent de Nostra Senyora de la Soledat      | Creus de terme       | Santa Maria del Camí                                   | 39° 39′ 05″ N, 2° 46′ 25″ E / 39.651394°N,2.773721°E | RI-51-0010393 | Carregueu una nova foto d'aquest monument |
| Son Torrella                                          | Edif. residencials   | Santa Maria del Camí                                   | 39° 40′ 42″ N, 2° 45′ 44″ E / 39.678312°N,2.762205°E | RI-51-0008498 | Son Torrella (Santa Maria del Camí) · Vegeu més fotos d'aquest monument · Carregueu una nova foto d'aquest monument                                          |
| Claper des Doblers / Es Cabàs                         | Monument arqueològic | Santa Maria del Camí                                   | 39° 40′ 40″ N, 2° 45′ 19″ E / 39.677775°N,2.755199°E | RI-51-0002761 | Carregueu una nova foto d'aquest monument |
| Puig de sa Talaia / Clot de sa Grava / Es Cabàs       | Monument arqueològic | Santa Maria del Camí                                   | 39° 40′ 39″ N, 2° 45′ 06″ E / 39.677497°N,2.751702°E | RI-51-0002762 | Carregueu una nova foto d'aquest monument |
| Cova des Moro / Cova des Porcs / Es Cabàs             | Monument arqueològic | Santa Maria del Camí                                   | 39° 40′ 53″ N, 2° 44′ 22″ E / 39.681525°N,2.739455°E | RI-51-0002763 | Carregueu una nova foto d'aquest monument |
| Cova de Sor Tomassa / Es Cabàs                        | Monument arqueològic | Santa Maria del Camí                                   | 39° 40′ 45″ N, 2° 45′ 00″ E / 39.679295°N,2.749958°E | RI-51-0002764 | Carregueu una nova foto d'aquest monument |
| Tanca des Cabàs Vell / Es Cabàs                       | Monument arqueològic | Santa Maria del Camí                                   | 39° 40′ 24″ N, 2° 45′ 17″ E / 39.673277°N,2.754644°E | RI-51-0002765 | Carregueu una nova foto d'aquest monument |
| Ets Antigors                                          | Monument arqueològic | Santa Maria del Camí                                   |                                                      | RI-51-0002766 | Carregueu una nova foto d'aquest monument |
| Sa Vinya / Cas Frares de Son Fiol                     | Monument arqueològic | Santa Maria del Camí                                   | 39° 40′ 26″ N, 2° 46′ 57″ E / 39.673964°N,2.782614°E | RI-51-0002767 | Sa Vinya / Cas Frare de Son Fiol (Santa Maria del Camí) · Vegeu més fotos d'aquest monument · Carregueu una nova foto d'aquest monument                      |
| Sa Garriga                                            | Monument arqueològic | Santa Maria del Camí                                   |                                                      | RI-51-0002768 | Carregueu una nova foto d'aquest monument |
| Son Seguí Vell                                        | Monument arqueològic | Santa Maria del Camí                                   | 39° 37′ 43″ N, 2° 48′ 20″ E / 39.628493°N,2.805478°E | RI-51-0002769 | Son Seguí Vell (Santa Maria del Camí) · Carregueu una nova foto d'aquest monument                                                                            |
| Camí de s'Ermita / Son Seguí Vell                     | Monument arqueològic | Santa Maria del Camí                                   | 39° 37′ 47″ N, 2° 48′ 24″ E / 39.629856°N,2.806639°E | RI-51-0002770 | Carregueu una nova foto d'aquest monument |
| Puig de s'Ermita / Son Seguí Vell                     | Monument arqueològic | Santa Maria del Camí                                   | 39° 37′ 04″ N, 2° 48′ 27″ E / 39.617693°N,2.807372°E | RI-51-0002771 | Carregueu una nova foto d'aquest monument |
| Ses Fontanelles / Son Torrella Nou                    | Monument arqueològic | Santa Maria del Camí                                   | 39° 40′ 33″ N, 2° 45′ 50″ E / 39.675730°N,2.763963°E | RI-51-0002772 | Carregueu una nova foto d'aquest monument |